# Ладжін аль-Мансур
Аль-Мансур Хосам ад-Дін Ладжін (араб. المنصور حسام الدين لاجين; помер 16 січня 1299) — мамелюкський султан Єгипту з династії Бахрітів.

## Життєпис
Імовірно, мав германське походження. Його купили за наказом Айбека, після чого він вступив до лав війська мемелюків. 1259 року, після убивства султана, його викупив емір Калаун. 1280 року останній довірив Ладжіну командування цитаделлю Дамаска. Таке призначення збіглось із початком заколоту колишнього губернатора Сункура аль-Ашкара, який проголосив себе султаном. Повстання придушили війська, що підійшли з Каїра, й Ладжін став губернатором Дамаска (липень 1280).
1295 року Ладжін став заступником султана (наїбом) Кітбуги. Непопулярність останнього серед мамелюків і голод, що спіткав єгипетську землю, дозволили Ладжіну скласти змову й усунути султана 1297 року..
Ладжін мав підтримку мамелюків-черкесів, але його прихід до влади не розв'язав проблеми, що постали перед країною. Новий султан вирішив провести реформу земельного реєстру, що показала безглуздість його спроб догодити всім шарам єгипетського суспільства та призвела до подальшого збільшення дефіциту. Еміри організували змову, що привела до вбивства Ладжіна 16 січня 1299. Повстанці відновили на троні Мухаммада ан-Насіра, якого усунув від влади Кітбуга 1295 року.